# Vịt trời Chiloé

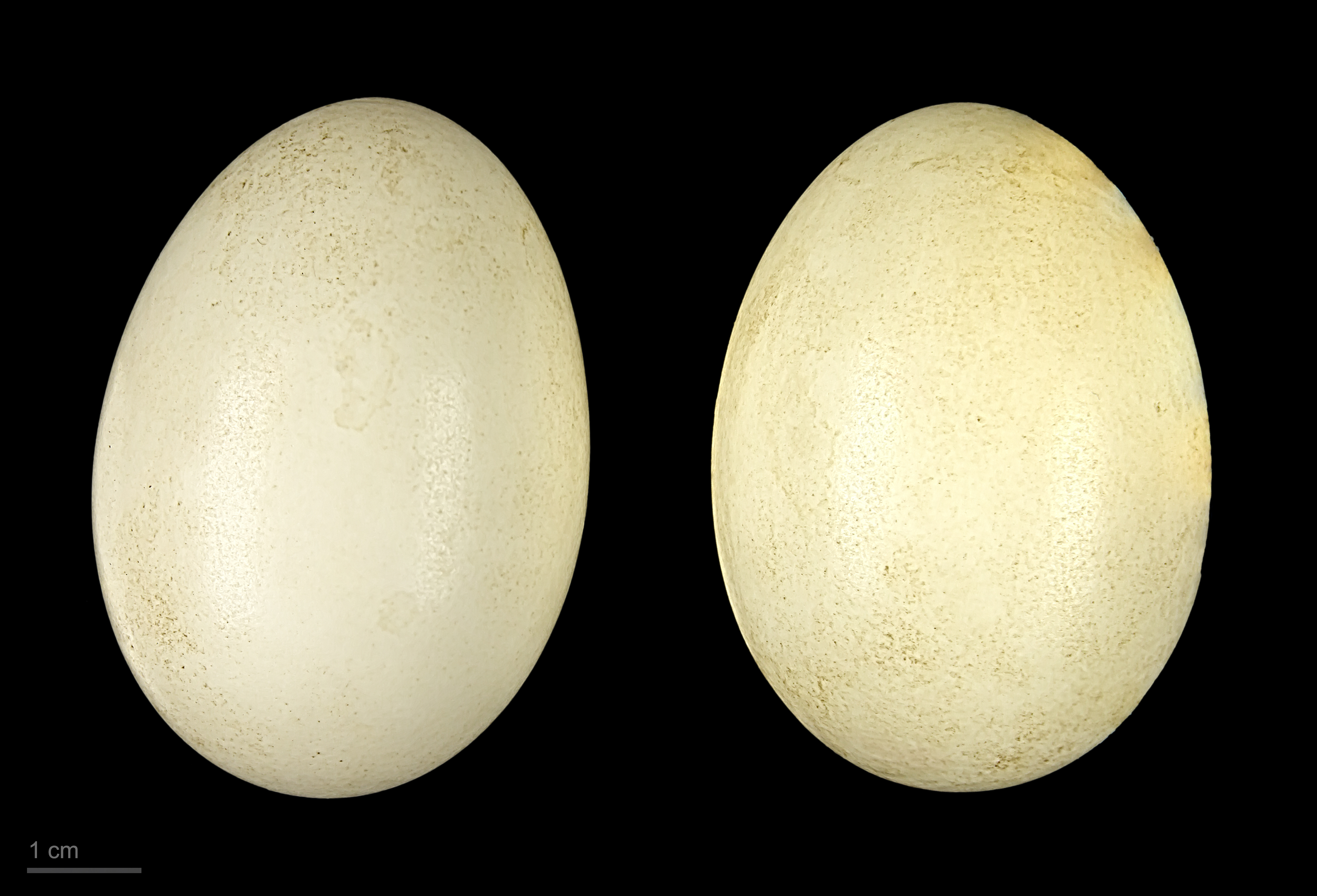
Mareca sibilatrix

Vịt trời Chiloé, tên khoa học Mareca sibilatrix, là một loài chim trong họ Vịt.
Loài chim này là loài bản địa ở phần phía nam của Nam Mỹ, bao gồm cả quần đảo Chiloé. Vịt trời Chiloé có chiều dài cơ thể từ 46 đến 56 cm (18 đến 22 in) và sải cánh từ 75 đến 86 cm (30 đến 34 in). Chiều dài cánh khoảng 25 cm (9,8 in) và trọng lượng xấp xỉ 800 g (28 oz). 